# Rinaldo Tornielli di Borgo Lavezzaro
Rinaldo Giovanni Angelo Carlo Gerolamo Maria Tornielli, marchese di Borgolavezzaro (Novara, 10 giugno 1843 – Novara, 6 dicembre 1910), è stato un imprenditore e politico italiano.

## Biografia
Nipote del senatore Girolamo Tornielli di Borgo Lavezzaro, figlio del senatore Luigi Tornielli, si laurea in giurisprudenza per meglio amministrare le vaste tenute agricole della famiglia. Consigliere comunale e provinciale di Novara, membro del consiglio superiore dell'agricoltura e presidente del comizio agrario, è stato deputato per quattro legislature. Nominato senatore a vita nel 1908.